# باول مونتجومري
باول مونتجومري (بالإنجليزية: Paul Montgomery)‏ هو شخصية أعمال أمريكي، ولد في 5 يونيو 1960 في لوس غاتوس في الولايات المتحدة، وتوفي في 19 يونيو 1999 في سياتل في الولايات المتحدة.